# گوردون (آرکانزاس)
گوردون (آرکانزاس) (به انگلیسی: Gurdon, Arkansas) یک شهر در ایالات متحده آمریکا با جمعیت ۲٬۲۷۶ نفر است که در آرکانزاس واقع شده‌است.